# شابرة الماء
شابرة الماء (الاسم العلمي Hydrometra)، جنس هوام من فصيلة شابرات الماء. انواعه المعروفة نحو 10 جميعها نحيلة الأجسام دقيقة الأرجل المستطيلة. تعيش من قنسها فوق المياه الراكدة. تعدو على سطح الماء بخفة. موطنها جميع البلاد الحارة والمعتدلة.